# Musée d'art contemporain Villa Croce
Le musée d'art contemporain Villa Croce est l'une des structures du complexe muséal de Gênes. Il est situé à l'intérieur de la Villa Croce, un bâtiment du XVIIIe siècle de style néoclassique offert à la municipalité de Gênes par la famille Croce en 1951 avec l'obligation d'en faire un musée.
Inauguré en 1985, il expose une collection permanente d'œuvres d'art italiennes et internationales, fruit du travail de recherche de Maria Cernuschi Ghiringhelli, épouse du peintre et galeriste milanais Gino Ghiringhelli. Depuis 2012, il est sous gestion publique-privée en collaboration entre la Municipalité de Gênes, la Fondation Palazzo Ducale pour la Culture et un groupe de particuliers. De juin 2012 à décembre 2017, la conservatrice du Musée était Ilaria Bonacossa. Depuis janvier 2018, le conservateur du Musée est Carlo Antonelli .

## Description

### Les salles
- Rez-de-chaussée : décoré à la détrempe dans le goût éclectique typique de la fin du XIXe siècle, il abrite la réception, la librairie, une salle de conférence et une riche bibliothèque ouverte au public, spécialisée dans l'art contemporain.
- Premier étage : dédié aux expositions temporaires.
- Deuxième étage: il abrite les collections du musée, des chefs-d'œuvre d'artistes tels que Licini, Reggiani, Radice et Fontana et des œuvres plus contemporaines d'Adrian Paci, Marta dell'Angelo, Ben Vautier, Miro Cusumano. À l'occasion, il accueille également des expositions temporaires[3].

### Programmation annuelle
La programmation annuelle est principalement tournée vers la recherche contemporaine, avec des incursions dans les domaines de la musique, du cinéma, du théâtre et de la littérature. Ces initiatives s'accompagnent également d'expositions historiques consacrées à des personnages, des mouvements et des situations qui ont marqué l'évolution de la recherche artistique. Le programme va du design à la vidéo, des installations à la photographie, afin de présenter la situation internationale de la réalité artistique tout en soutenant l'excellence italienne et les jeunes artistes émergents, avec des partenariats et collaborations italiens et internationaux,.

## Galerie

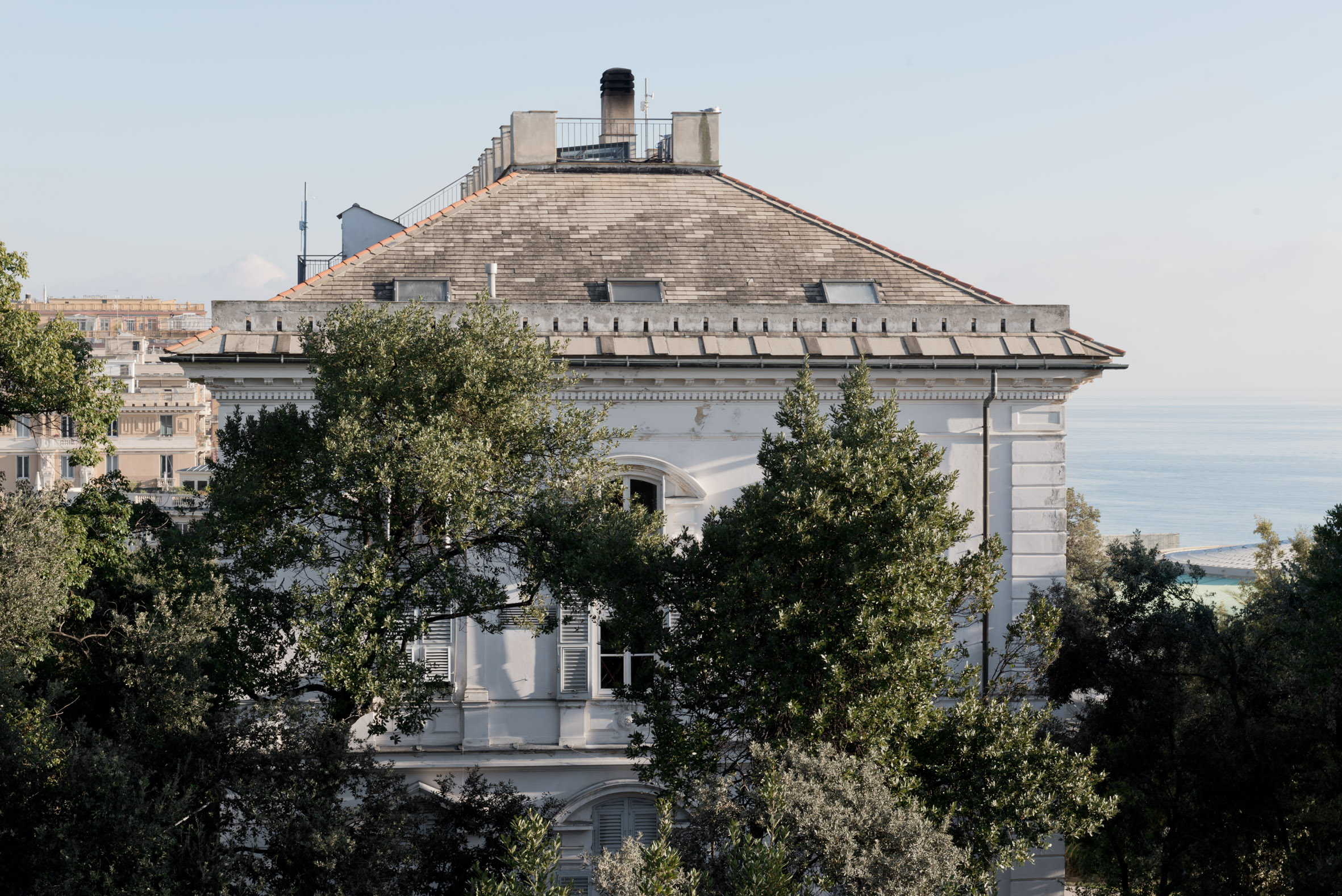
Musée d'art contemporain Villa Croce
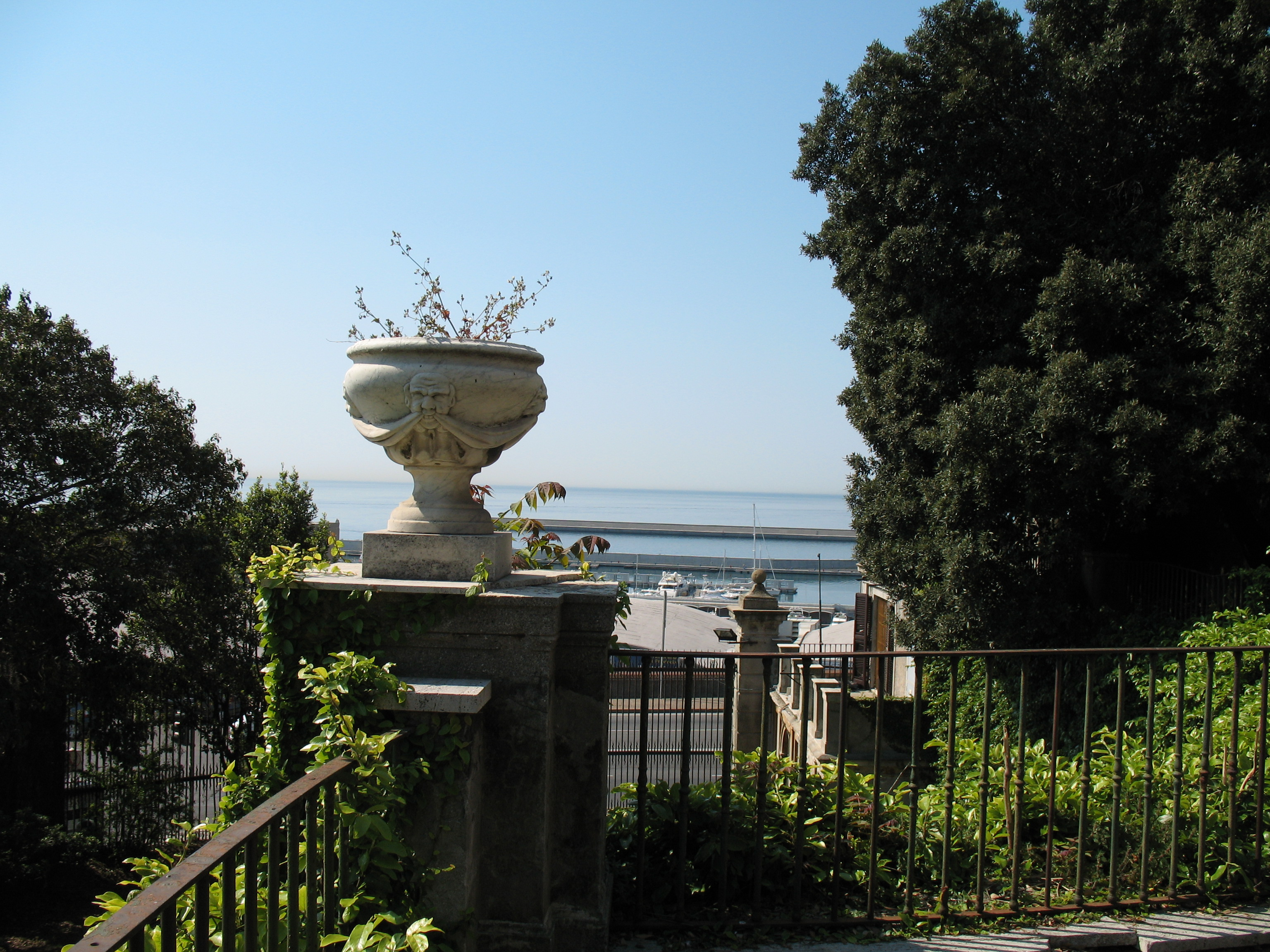
Musée d'art contemporain Villa Croce
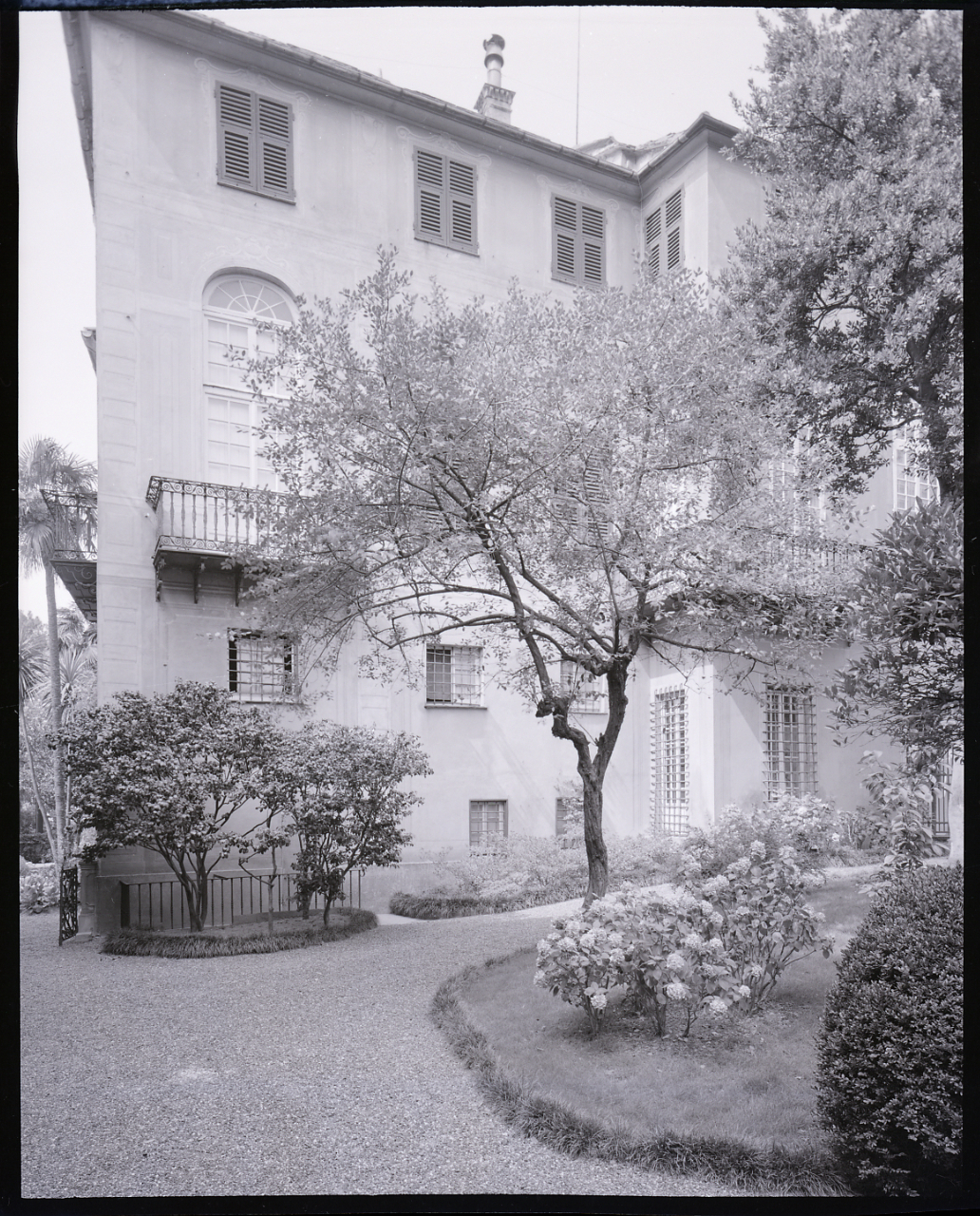
Prospectus de la villa Paolo Monti - Séance photo (Gênes, 1963)
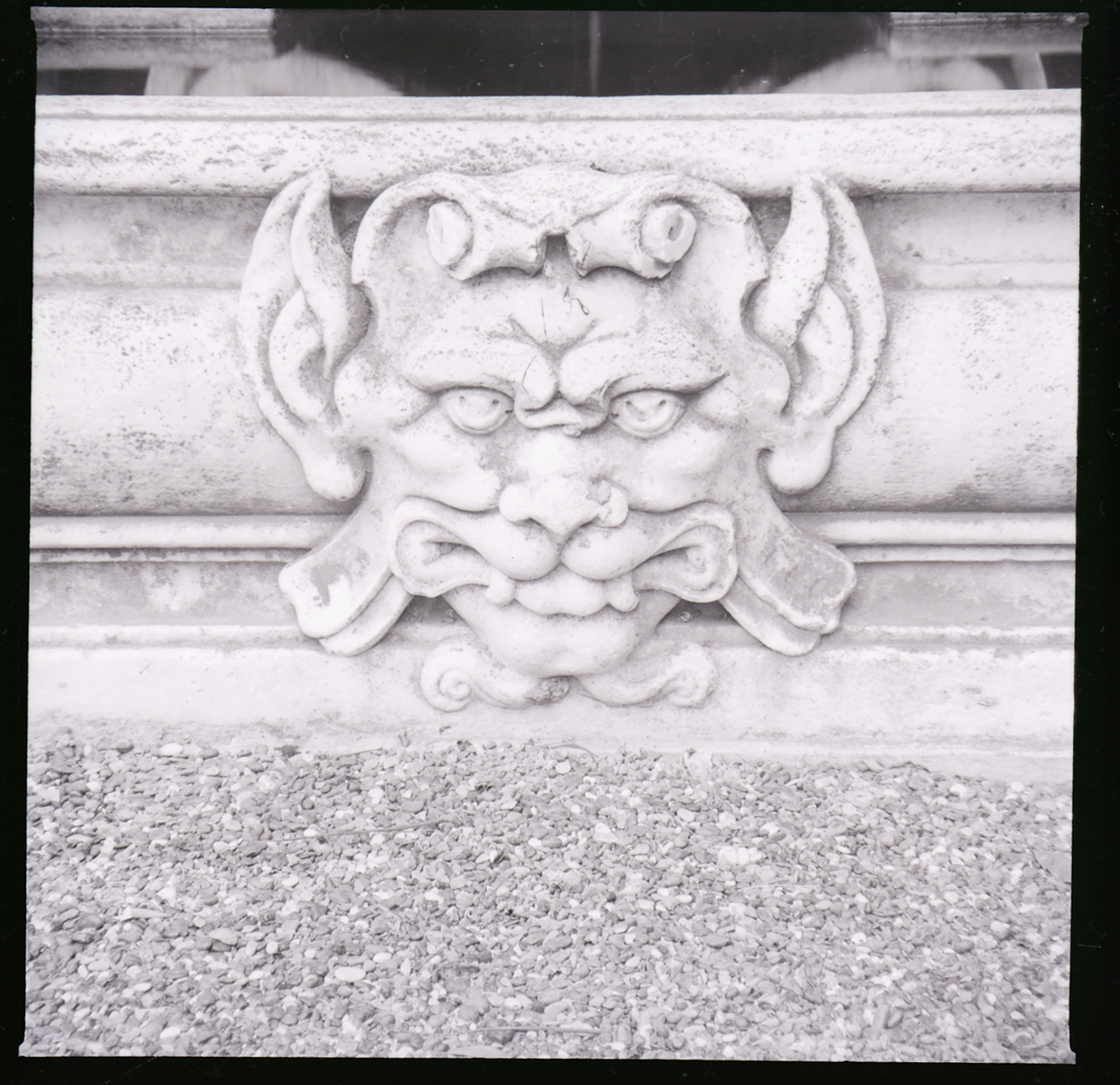
Masque fontaine Paolo Monti - Séance photo (Gênes, 1963)
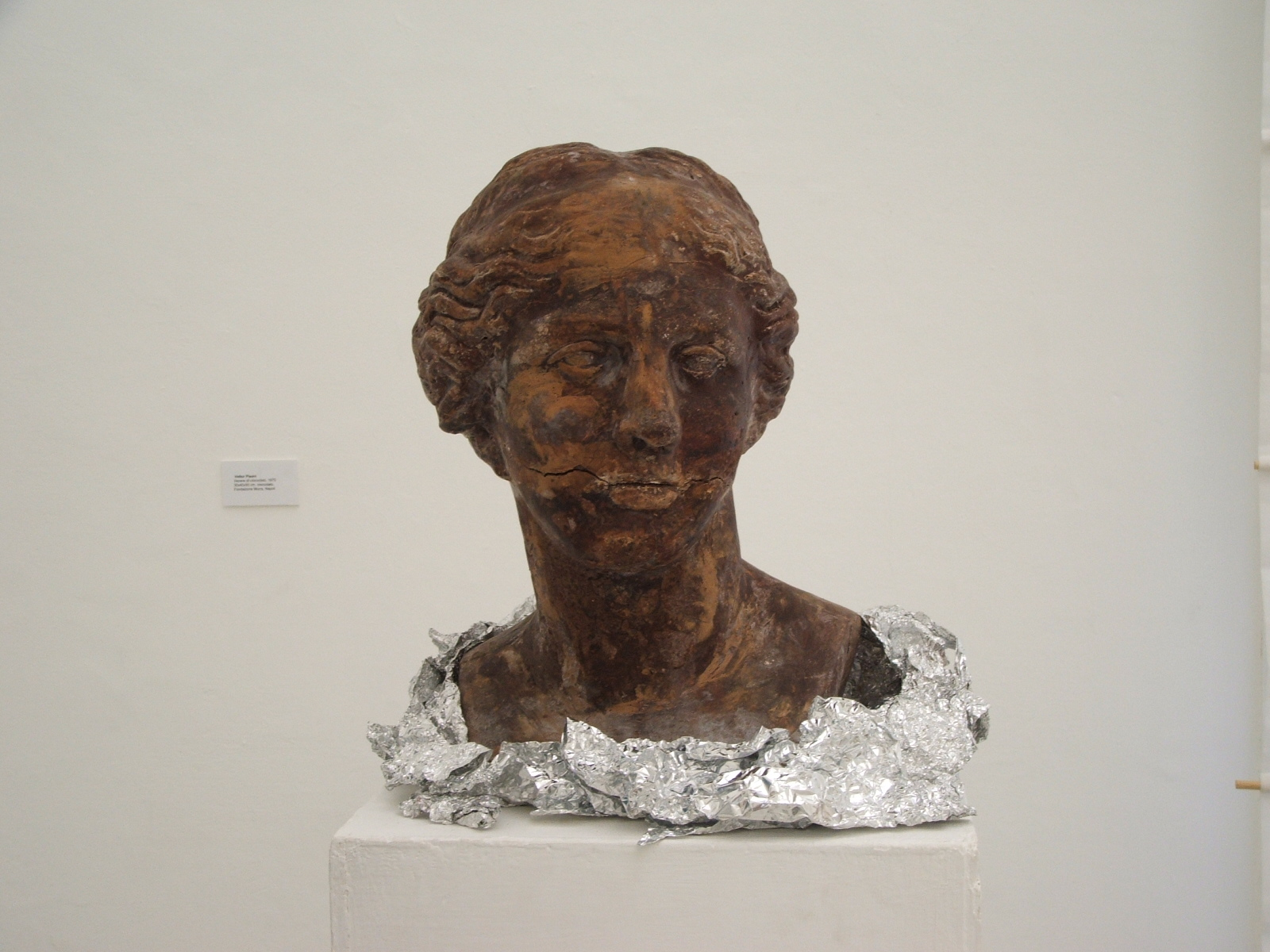
Vénus enveloppée Musée d'art contemporain Villa Croce
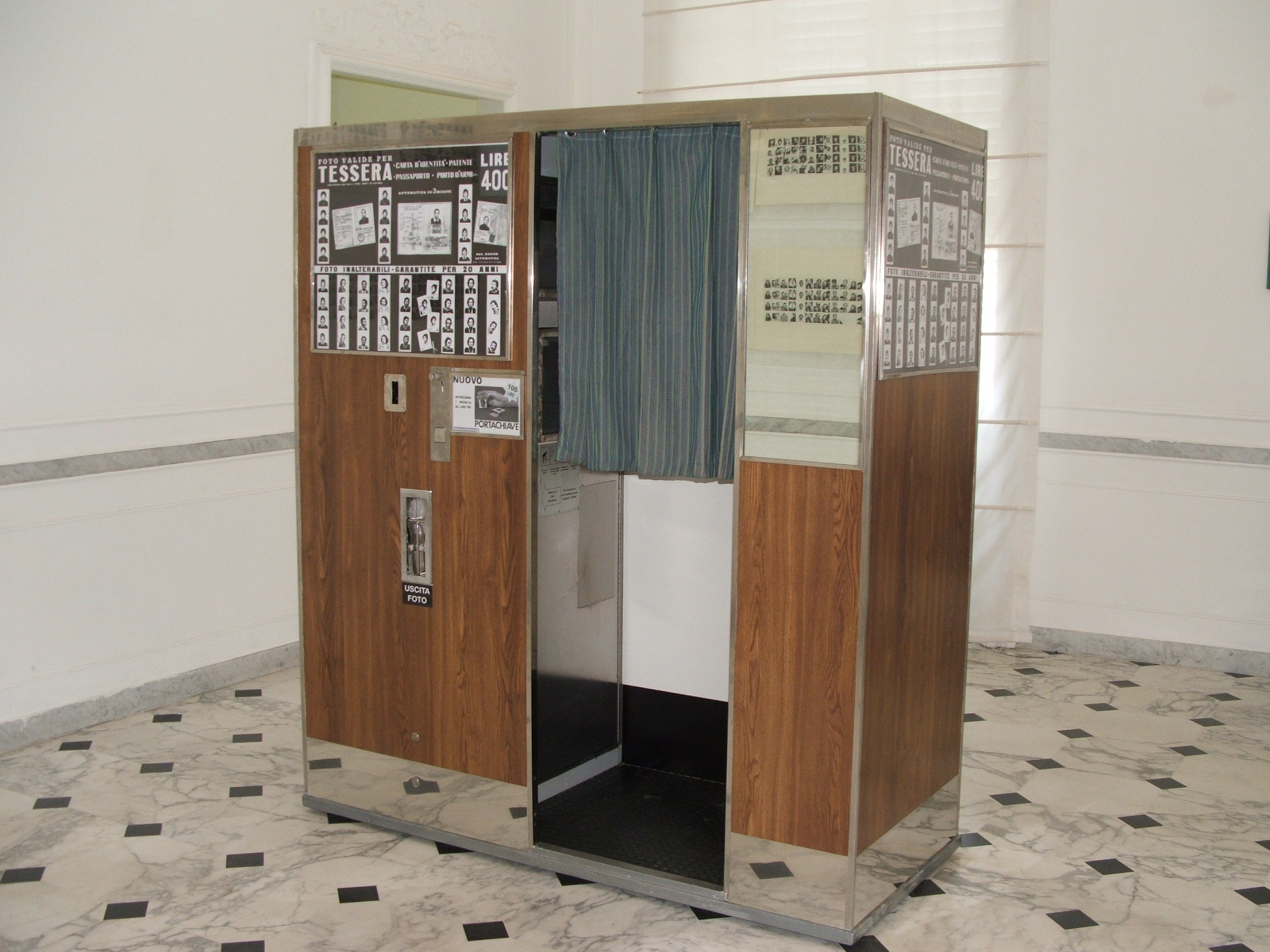
Photomaton Musée d'art contemporain Villa Croce
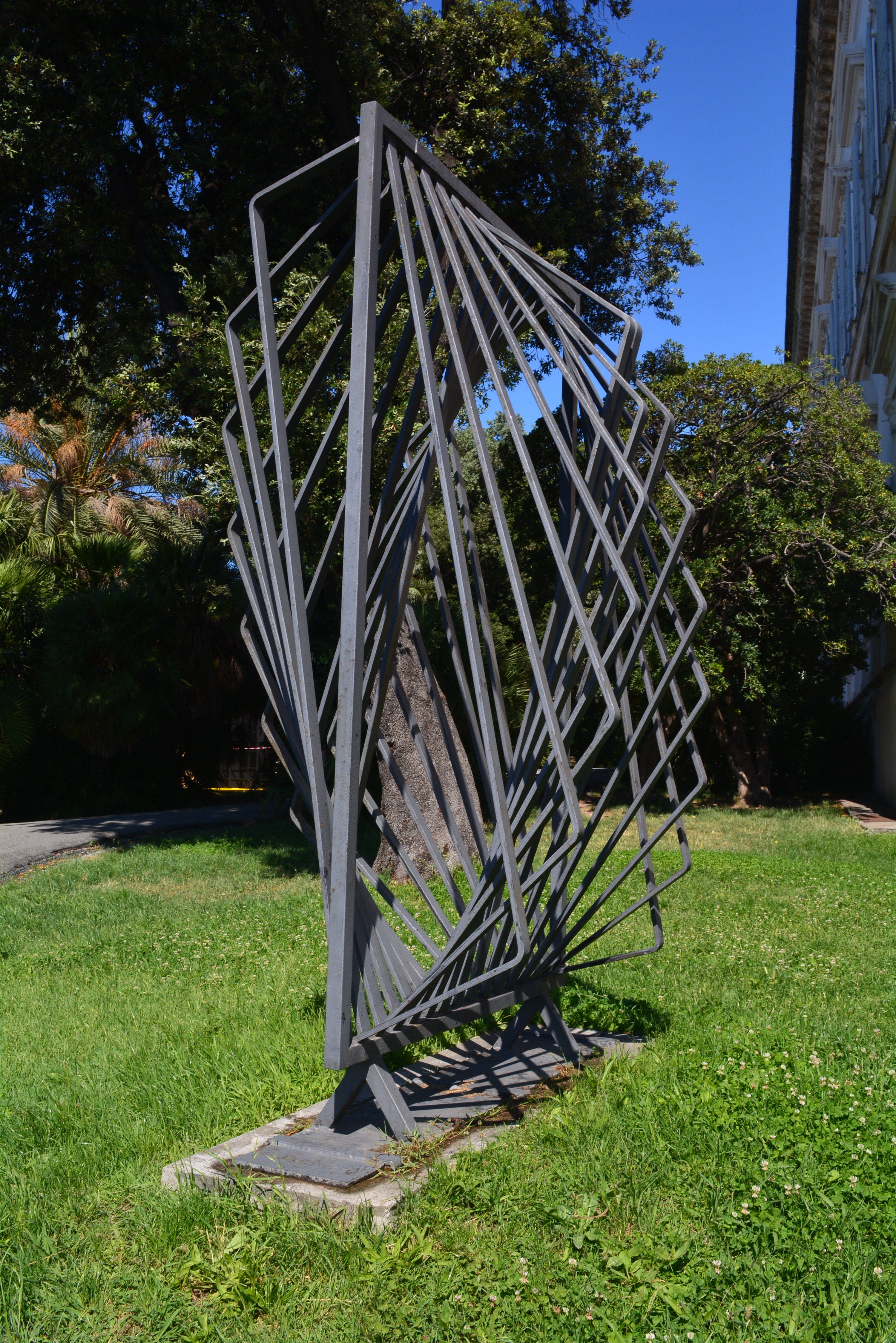
Sculpture Musée d'art contemporain Villa Croce